# شیلا آلن (بازیگر اهل انگلستان)
شیلا آلن (انگلیسی: Sheila Allen (English actress)؛ ۲۲ اکتبر ۱۹۳۲ – ۱۳ اکتبر ۲۰۱۱) یک هنرپیشه اهل بریتانیا بود.
وی بازیگر فیلم‌هایی همچون جنایت‌هایی به ترتیب الفبا، در امتداد درخشش، جزیره پاسکالی و پوآرو (فصل اول) بوده است.